# Марія Склірена
Марія Склірена (між 1010 та 1017 — бл. 1045) — себаста, офіційна коханка візантійського імператора Костянтина IX Мономаха.

## Життєпис
Походила з аристократичного роду Склірів. Ймовірно донька Барда Скліра та онука Романа Скліра, магістра і дукса Антіохії. Проте Михайло Пселл називає її небогою Олени Склірени, доньки Василя Скліра. Втім про сина фактично відсутні відомості, а вік Марії все ж, на думку більшості науковців, свідчить про те, що вона було стриєчною сестрою Олени. Датою народження Марії Склірени називають 1010, 1012, 1015 і 1017 роки.
Відрізнялася неабиякою красою і спокійною вдачею. За свідченням Пселла, Марія Склірена була схилена до незаконного співжиття з Костянтином Мономахом після смерті його дружини Олени Склірени близько 1035 року. Після заслання коханця на о. Лесбос продала всі свої маєтки, послідувала за ним і прожила там 7 років.
Після коронації Костянтина IX, обраного овдовілою імператрицею Зоєю в чоловіки, Марію Склірену було викликано до столиці. Через деякий час її відносини з імператором набули абсолютно відкритий характер. Спочатку вона мешкала у невеличкому будинку, який імператор оголосив власною резиденцію. Незабаром перебралася до імператорського палацу. Завдяки її впливу рід Склірів знову набув політичної ваги, насамперед стрімку кар'єру зробив брат Марії — Роман Склір.
Між імператрицею і коханкою імператора склалися цілком дружні стосунки, від Зої Марія Склірена отримала придворний титул себасти (другий титул після августи), який до того в Візантії надавався лише жінкам імператорської гідності. Константинопольці запідозрили в діях імператора спробу усунути від влади і умертвити Зою та її сестру Феодору, законних представниць Македонської династії, і 9 березня 1043 року в столиці трапився заколот проти Склірени. Лише поява на балконі імператорського палацу імператриці Зої та її сестри змогла заспокоїти розлючений натовп.
Костянтин IX дійсно виношував плани щодо наділення Склірени царською владою, але близько 1045 року вона захворіла і померла. Похована в Манганському монастирі, біля гробниці яку імператор будував для себе. У 1055 році тут також був похований Костянтин IX.

## Родина
Припускають, що мала доньку, стосовно імені якої існують дискусії. На думку дослідника Л. Махновця нею була Марія-Анастасія, дружина князя Всеволода I Ярославича, але ймовірніше її матірю була Олена, тітка Марії..